# Westlicher Limesweg
Der Westliche Limesweg ist ein etwa 86 km langer Streckenwanderweg von Obernburg am Main nach Neckarzimmern im baden-württembergischen Neckar-Odenwald-Kreis, der sich am Verlauf des Odenwaldlimes orientiert.

## Wegverlauf
Der Weg beginnt am Bahnhof Elsenfeld und überquert den Main auf der Fußgängerbrücke zur Altstadt Obernburg. Weiter geht es über Seckmauern, Lützel-Wiebelsbach nach Vielbrunn. In der Nähe ist die Rekonstruktion eines hölzernen Wachturms zu sehen, bevor die B47 in der Nähe des Eulbacher Parks gekreuzt wird. 
Am Kastell Würzberg vorbei gelangt man nach Hesselbach. Es folgen Kastell Schloßau, Oberscheidental, Wagenschwend und Neckarburken. Über Mosbach-Bergfeld geht es schließlich hinunter nach Neckarzimmern am Neckar.

## Markierung und Wegpflege

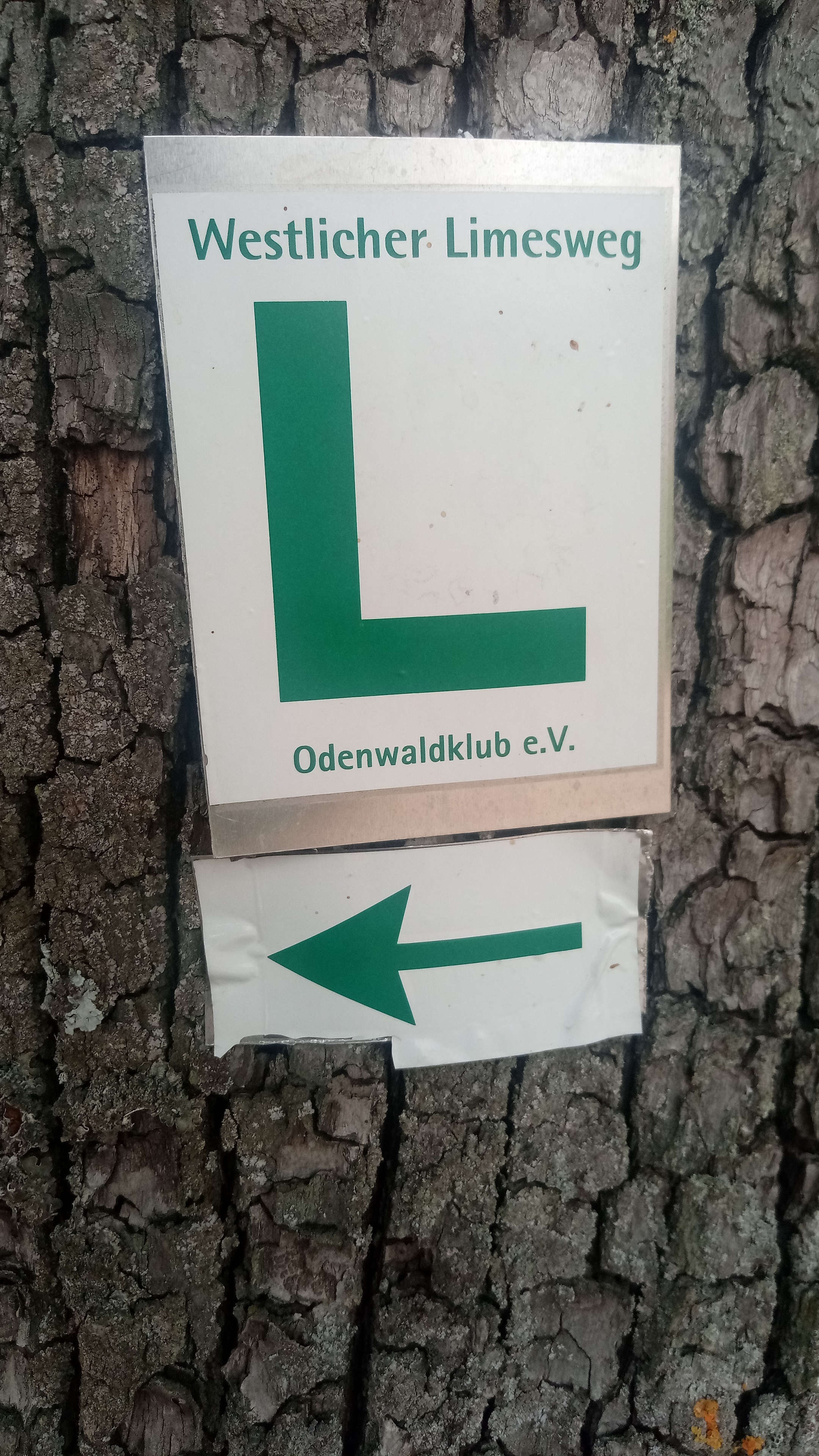
Wegmarkierung des Westlichen Limeswanderwegs

Wegzeichen ist der Großbuchstabe L. Ergänzend kann ein stilisierter römischer Wachturm verwendet werden.
Die Pflege des Wegs und der Markierung obliegt dem Odenwaldklub. Der Weg ist der Hauptwanderweg 29 des Vereins.

## Etappen
- 1. Etappe: Obernburg-Elsenfeld Bf – Michelstadt-Vielbrunn (18,5 km)
- 2. Etappe: Michelstadt-Vielbrunn – Hesseneck-Hesselbach (19,5 km)
- 3. Etappe: Hesseneck-Hesselbach – Limbach-Wagenschwend (17,3 km)
- 4. Etappe: Limbach-Wagenschwend – Elztal-Neckarburken (18,3 km)
- 5. Etappe: Elztal-Neckarburken – Neckarzimmern Bf (13,2 km)

## Verbindung zu anderen Limeswegen
Der Weg gehört zu den Limeswanderwegen, die den Obergermanisch-Rätischen Limes in seinem älteren, weiter westlich im Odenwald gelegenen Verlauf erschließen.